# Simon Sjöholm
Simon Sjöholm, född 10 april 2006, är en svensk fotbollsspelare (högerytter) som spelar för Gais.

## Biografi
Sjöholms moderklubb är Askims IK, men redan som tioåring flyttade han till Gais akademi, och 2021 skrev han på ett ungdomsavtal med föreningen. Han debuterade för Gais seniorlag blott 16 år gammal, då han startade i en 1–0-seger mot Lindome GIF i svenska cupen sommaren 2022, efter en lite dråplig situation där Gais av misstag redan hade gett stora delar av truppen semester och därmed tvingades ta in ett flertal juniorer i A-laget. Han blev sedan inbytt i ytterligare två matcher för klubben i Ettan södra säsongen 2022.
Den 18 augusti 2023 gjorde Sjöholm sin Superettandebut efter att ha blivit uppkallad i A-laget på grund av skador och sjukdomar. I en hemmamatch där Gais slog AFC Eskilstuna med 3–0 blev han inbytt i den 80:e minuten. Under 2024 var han delvis utlånad till Ettanklubben Lindome GIF, för vilka han spelade fem matcher (ett mål). I februari 2025 skrev han på ett nytt tvåårigt lärlingskontrakt med Gais.

### Landslagskarriär
Sjöholm har spelat tio matcher (inga mål) för det svenska P16-/U17-landslaget och 15 matcher (inga mål) för P18/U19.